# Segnaletica stradale in Lituania
I segnali stradali in Lituania sono regolati dal Kelių eismo taisyklės (Codice della strada lituano), per ultimo aggiornato nel 2014. Sono installati lungo il ciglio della strada sul lato destro della carreggiata e sono suddivisi in segnali di pericolo, di precedenza, di divieto, di obbligo, di indicazione, di servizi e pannelli integrativi.
Sono suddivisi in 6 categorie, e ciascuno ha un proprio numero di identificazione. Si suddividono in:
1. Segnali di pericolo;
2. Segnali di priorità;
3. Segnali di divieto;
4. Segnali di obbligo;
5. Segnali di regolamentazione;
6. Segnali di informazioni;
7. Segnali di servizi;
8. Pannelli integrativi.

La forma, le dimensioni ed i colori dei segnali stradali lituani sono identici a quelle della maggior parte dei corrispondenti segnali stradali russi e ciascuno di essi è classificato e catalogato con un numero proprio.
A differenza dei segnali che venivano utilizzati nel periodo sovietico, fatti su lamiera senza alcuna proprietà riflettente, i segnali stradali moderni anche in Lituania sono dotati di una pellicola riflettente o di illuminazione propria a led o con lampade ad incandescnza.

I segnali verticali sono validi per tutti gli utenti della strada a meno che l'eccezione non venga esplicitamente indicata da un pannello integrativo. Il testo riportato nei segnali è il lituano, eccezion fatta per il segnale di fermarsi e dare la precedenza che riporta la scritta STOP in inglese.

## Segnali di pericolo
In Lituania, la maggior parte dei segnali di pericolo hanno forma di un triangolo equilatero bianco con bordo rosso; sono installati a circa 50-100 metri a distanza dal pericolo indicato nei centri abitati o a 150-300 metri su strade extraurbane. Se il pericolo è ad una distanza differente da quella normativa viene utilizzato un pannello integrativo di distanza o quello di estesa per indicare per quanti metri è valido il pericolo.
| Segnale lituano | Significato                                                            | Spiegazione |
|                 | Passaggio a livello con barriere                                       | Segnala un passaggio a livello con barriere ed è integrato con il pannello distanziometrico a tre barre rosse. |
|                 | Passaggio a livello senza barriere                                     | Segnala un passaggio a livello senza barriere ed è integrato con il pannello distanziometrico a tre barre rosse. |
|                 | Ponte mobile                                                           | Presegnala una struttura stradale mobile comunque manovrabile. |
|                 | Sbocco su argine o molo                                                | Presegnala il pericolo di caduta in acqua. |
|                 | Bambini                                                                | Segnala luoghi frequentati da bambini, come le scuole, i giardini pubblici, i campi di gioco e simili. |
|                 | Lavori                                                                 | Presegnala cantieri di lavori in corso, depositi temporanei di materiale, presenza di macchinari adibiti ai lavori stradali. |
|                 | Intersezione con priorità a destra                                     | Presegnala un incrocio in cui vige la regola generale di dare la precedenza a destra. |
|                 | Intersezione con priorità                                              | Presegnala un incrocio con una strada di minore importanza in cui si ha la precedenza sui veicoli provenienti sia da destra che da sinistra. |
|                 | Intersezione con priorità sulla strada secondaria a destra             | Presegnala un incrocio a T con una strada di minore importanza che non ha diritto di precedenza e che si immette da destra. |
|                 | Intersezione con priorità sulla strada secondaria a sinistra           | Presegnala un incrocio a T con una strada di minore importanza che non ha diritto di precedenza e che si immette da sinistra. |
|                 | Intersezione con circolazione rotatoria                                | Segnala, sulle strade urbane e extraurbane, una intersezione regolata da circolazione rotatoria. |
|                 | Semaforo                                                               | Presegnala un impianto semaforico posto su strade sia urbane che extraurbane. |
|                 | Curva pericolosa a destra                                              | Presegnala un tratto di strada non rettilineo pericoloso per la limitata visibilità o per caratteristiche del tracciato (curva stretta a destra). |
|                 | Curva pericolosa a sinistra                                            | Presegnala un tratto di strada non rettilineo pericoloso per la limitata visibilità o per caratteristiche del tracciato (curva stretta a sinistra). |
|                 | Doppia curva pericolosa, la prima a destra                             | Presegnala una doppia curva, di cui la prima a destra. |
|                 | Doppia curva pericolosa, la prima a sinistra                           | Presegnala una doppia curva, di cui la prima a sinistra. |
|                 | Discesa pericolosa                                                     | Presegnala un tratto di strada in discesa secondo il senso di marcia. La pendenza è espressa in percentuale. |
|                 | Salita ripida                                                          | Presegnala un tratto di strada in forte salita secondo il senso di marcia. La pendenza è espressa in percentuale. |
|                 | Strada sdrucciolevole                                                  | Presegnala un tratto di strada che in particolari condizioni climatiche od ambientali può diventare sdrucciolevole. |
|                 | Strada deformata                                                       | Segnala un tratto di strada in cattivo stato o con pavimentazione irregolare. |
|                 | Ghiaia                                                                 | Presegnala la presenza di pietrisco, di materiale minuto o granaglia che può essere proiettato a distanza o scagliato in aria dai veicoli in transito. |
|                 | Scalino laterale                                                       | Presegnala un tratto di strada con uno scalino laterale cedevole. |
|                 | Strettoia simmetrica                                                   | Segnala un restringimento pericoloso della carreggiata su entrambi i lati. |
|                 | Strettoia asimmetrica a destra                                         | Segnala un restringimento pericoloso della carreggiata posto sul lato destro. |
|                 | Strettoia asimmetrica a sinistra                                       | Segnala un restringimento pericoloso della carreggiata posto sul lato sinistro. |
|                 | Doppio senso di circolazione                                           | Segnala un tratto di strada che da senso unico diventa a doppio senso. |
|                 | Attraversamento pedonale                                               | Segnala la prossimità di un attraversamento pedonale segnalato da strisce pedonali. |
|                 | Pedoni                                                                 | Segnala la presenza di pedoni lungo la carreggiata. |
|                 | Ciclisti                                                               | Presegnala attraversamento di ciclisti contraddistinto da appositi segni sulla carreggiata. |
|                 | Attraversamento di animali domestici                                   | Presegnala un tratto di strada con probabile improvvisa presenza od attraversamento di animali domestici. |
|                 | Attraversamento di animali selvatici                                   | Presegnala un tratto di strada con probabile improvvisa presenza od attraversamento di animali selvatici. |
|                 | Caduta massi                                                           | Presegnala il pericolo di caduta massi dalla parete rocciosa soprastante con possibile presenza di pietre sulla carreggiata. |
|                 | Vento trasversale                                                      | Presegnala la possibilità di forti raffiche di vento laterale. |
|                 | Aerei a bassa quota                                                    | Presegnala la possibilità di improvvisi forti rumori o abbagliamenti dovuti ad aeroplani a bassa quota. |
|                 | Coda                                                                   | Presegnala un tratto di strada in cui è in atto un forte rallentamento o una coda del traffico. |
|                 | Possibilità di incidenti                                               | Segnala un tratto di strada con una forte possibilità di incidenti. |
|                 | Altri pericoli                                                         | Segnala un pericolo diverso da quelli indicati negli altri segnali di pericolo. |
|                 | Incrocio con un passaggio a livello senza barriere                     | Segnala un passaggio a livello senza barriere con un solo binario, ed invita quindi i conducenti alla massima prudenza, invitandoli a fermarsi immediatamente se fossero attive le due luci rosse lampeggianti e/o il segnale acustico che indicano l'avvicinarsi del treno (se presenti).   |
|                 | Incrocio con un passaggio a livello senza barriere a più di un binario | Segnala un passaggio a livello senza barriere con più di un binario, ed invita quindi i conducenti alla massima prudenza, invitandoli a fermarsi immediatamente se fossero attive le due luci rosse lampeggianti e/o il segnale acustico che indicano l'avvicinarsi del treno (se presenti). |
|                 | Pannelli distanziometrici lato destro                                  | Indicano la distanza dal passaggio a livello per il quale vengono installati. Sono posti sul lato destro della carreggiata e vengono utilizzati solo al di fuori dei centri abitati. |
|                 | Pannelli distanziometrici lato sinistro                                | Indicano la distanza dal passaggio a livello per il quale vengono installati. Sono posti sul lato sinistro della carreggiata e vengono utilizzati solo al di fuori dei centri abitati. |
|                 | Pannello delineatore per curve                                         | Segnala il raggio di curvatura di una curva. |
|                 | Binari                                                                 | Segnala un tratto di strada in cui è possibile incontrare dei binari paralleli all'asse stradale. |
|                 | Dosso                                                                  | Segnala un'anomalia altimetrica convessa della strada che limita la visibilità. |

## Segnali di priorità
I segnali di priorità forniscono informazioni od obblighi su intersezioni e la priorità vigente in essi. Hanno forma e dimensione come nella maggior parte dei Paesi europei ed hanno validità anche in corrispondenza di intersezioni semaforiche con sistema spento o non funzionante.
| Segnale lituano | Significato                                        | Spiegazione |
|                 | Strada con diritto di precedenza                   | Indica l'inizio di una strada il cui traffico ha diritto di precedenza.                                                                                       |
|                 | Fine della strada con diritto di precedenza        | Indica la fine di una strada il cui traffico ha diritto di precedenza.                                                                                        |
|                 | Dare precedenza                                    | Prescrive di dare precedenza all'incrocio. |
|                 | Fermarsi e dare la precedenza                      | Prescrive l'obbligo di arrestarsi in ogni caso in corrispondenza della striscia trasversale di arresto ad un incrocio e di dare precedenza.                   |
|                 | Precedenza ai veicoli provenienti in senso inverso | Prescrive di dare precedenza ai veicoli provenienti in direzione opposta in una strada a doppio senso che consente il passaggio di una sola fila di veicoli.  |
|                 | Precedenza rispetto al traffico inverso            | Indica la precedenza rispetto ai veicoli provenienti in direzione opposta in una strada a doppio senso che consente il passaggio di una sola fila di veicoli. |

## Segnali di divieto
| Segnale lituano | Significato                                                                                      | Spiegazione |
|                 | Divieto di accesso                                                                               | Vieta di entrare in una strada accessibile invece in un altro senso; il divieto non si applica ai mezzi del trasporto pubblico. |
|                 | Divieto di transito                                                                              | Vieta a tutti i veicoli di entrare in una strada; il divieto non si applica ai mezzi del trasporto pubblico e ai veicoli al servizio di disabili.                                                                                       |
|                 | Divieto di circolazione per i veicoli a motore                                                   | Vieta il transito a tutti i veicoli a motore eccetto che ai ciclomotori, ai motocicli senza sidecar, ai mezzi del trasporto pubblico, ai veicoli al servizio di disabili e al transito di servizio.                                     |
|                 | Divieto di circolazione per i mezzi destinati al trasporto merci                                 | Vieta il transito ai veicoli destinati al trasporto merci aventi massa pieno carico oltre le 3,5 tonnellate (o oltre il limite di peso indicato su segnale) e ai trattori; è comunque permesso il transito di servizio.                 |
|                 | Divieto di circolazione per le motociclette                                                      | Vieta il transito ai motocicli, ai tricicli e ai quadricicli (sia leggeri che pesanti); è comunque permesso il transito di servizio. |
|                 | Divieto di circolazione ai trattori                                                              | Vieta il transito ai trattori; è comunque permesso il transito di servizio. |
|                 | Divieto di circolazione per i rimorchi                                                           | Vieta il transito a tutti i veicoli adibiti al trasporto merci e ai trattori che abbiano un rimorchio |
|                 | Accesso vietato ai veicoli a trazione animale                                                    | Vieta il transito ai veicoli a trazione animale, ai cavallerizzi e alle mandrie di bestiame in trasumanza. |
|                 | Divieto di circolazione alle biciclette                                                          | Vieta il transito alle biciclette. |
|                 | Accesso vietato ai pedoni                                                                        | Vieta il transito ai pedoni; il segnale si applica al lato della strada su cui è applicato. |
|                 | Divieto di circolazione per i veicoli che trasportano merci pericolose                           | Vieta il transito ai veicoli che trasportano merci pericolose, come esplosivi, benzina, materie tossiche o radioattive. |
|                 | Divieto di circolazione alle categorie indicate (due categorie)                                  | Vieta il transito alle due categorie di utenti della strada indicate (nell'esempio il transito è vietato a tutti i veicoli a motore).                                                                                                   |
|                 | Divieto di circolazione alle categorie indicate (tre categorie)                                  | Vieta il transito alle tre categorie di utenti della strada indicate (nell'esempio ai trattori, a quelli a trazione animale ed ai motocicli). Di solito questo segnale è utilizzato solamente nei centri abitati.                       |
|                 | Peso massimo                                                                                     | Vieta il transito ai veicoli aventi massa superiore a quella indicata in tonnellate al momento del transito. |
|                 | Peso massimo sull'asse                                                                           | Vieta il transito ai veicoli aventi sull'asse più caricato una massa superiore a quella indicata al momento del transito. |
|                 | Altezza massima                                                                                  | Vieta il transito ai veicoli aventi altezza superiore a quella indicata in metri. |
|                 | Larghezza massima                                                                                | Vieta il transito ai veicoli aventi larghezza superiore a quella indicata in metri. |
|                 | Lunghezza massima                                                                                | Vieta il transito ai veicoli od ai complessi di veicoli di lunghezza superiore alla lunghezza indicata in metri. |
|                 | Distanza minima                                                                                  | Vieta di seguire il veicolo che precede ad una distanza inferiore a quella indicata, in metri, sul segnale. |
|                 | Fermarsi alla dogana                                                                             | Obbliga i conducenti all'arresto per i controlli doganali in prossimità delle frontiere nazionali. |
|                 | Fermarsi per controlli                                                                           | Obbliga i conducenti all'arresto per i controlli specificati all'interno del segnale. |
|                 | Divieto di svoltare a destra                                                                     | Vieta di svoltare a destra al prossimo incrocio; il segnale non si applica ai veicoli del trasporto pubblico. |
|                 | Divieto di svoltare a sinistra                                                                   | Vieta di svoltare a sinistra al prossimo incrocio; il segnale non si applica ai veicoli del trasporto pubblico. |
|                 | Divieto d'inversione                                                                             | Vieta di effettuare un'inversione di marcia; il segnale non si applica ai veicoli del trasporto pubblico. |
|                 | Divieto di sorpasso                                                                              | Vieta il sorpasso dei veicoli; è comunque consentito il sorpasso di singoli veicoli che viaggino a meno di 30 km/h. |
|                 | Fine divieto di sorpasso                                                                         | Indica la fine del divieto di sorpasso. |
|                 | Divieto di sorpasso per gli autocarri                                                            | Indica il divieto ai trattori e ai veicoli destinati al trasporto merci aventi massa a pieno carico superiore a 3,5 t di sorpassare altri veicoli; è comunque consentito il sorpasso di singoli veicoli che viaggino a meno di 30 km/h. |
|                 | Fine del divieto di sorpasso per gli autocarri                                                   | Indica la fine del divieto ai trattori e ai veicoli destinati al trasporto merci aventi massa a pieno carico superiore a 3,5 t di sorpassare altri veicoli.                                                                             |
|                 | Velocità massima                                                                                 | Indica la velocità massima in chilometri orari alla quale i veicoli possono procedere immediatamente dopo il segnale. |
|                 | Fine della velocità massima                                                                      | Indica la fine del limite sulla velocità massima alla quale i veicoli possono procedere e ripristina il consueto limite di velocità relativo alla strada percorsa.                                                                      |
|                 | Divieto di segnalazioni acustiche                                                                | Vieta l'uso di avvisatori acustici salvo il caso di pericolo immediato. |
|                 | Divieto di fermata                                                                               | Vieta la sosta e la fermata o qualsiasi temporanea sospensione della marcia ai veicoli sul lato della strada su cui è installato il segnale; il divieto di fermata non si applica ai veicoli che trasportano disabili.                  |
|                 | Divieto di sosta                                                                                 | Vieta la sosta sul lato della strada su cui è installato il segnale; il divieto di sosta non si applica ai veicoli che trasportano disabili.                                                                                            |
|                 | Divieto di sosta nei giorni pari                                                                 | Vieta la sosta, fermata prolungata (parcheggio) ai veicoli, in quei luoghi dove per regola generale non vige tale divieto soltanto nei giorni pari (dalle 21:00 del giorno precedente alle 19:00 del giorno interessato al divieto).    |
|                 | Divieto di sosta nei giorni dispari                                                              | Vieta la sosta, fermata prolungata (parcheggio) ai veicoli, in quei luoghi dove per regola generale non vige tale divieto soltanto nei giorni dispari (dalle 21:00 del giorno precedente alle 19:00 del giorno interessato al divieto). |
|                 | Fine dei divieti precedenti                                                                      | Indica il punto ove le prescrizioni precedentemente indicate (divieti di sorpasso, limiti di velocità, distanza minima e divieti di sosta e fermata) cessano di essere valide.                                                          |
|                 | Divieto di circolazione per i ciclomotori                                                        | Vieta il transito ai ciclomotori e ai quadricicli leggeri; è comunque permesso il transito di servizio. |
|                 | Divieto di circolazione per i veicoli che trasportano merci esplosive                            | Vieta il transito ai veicoli che trasportano merci esplosive. |
|                 | Divieto di circolazione per i veicoli che trasportano merci suscettibili di contaminare le acque | Vieta il transito ai veicoli che trasportano merci suscettibili di contaminare le acque. |

## Segnali di obbligo
| Segnale lituano | Significato                                             | Spiegazione |
|                 | Direzione obbligatoria dritto                           | Indica che la sola direzione consentita al conducente è quella di andare dritto; l'obbligo non si applica i mezzi del trasporto pubblico. |
|                 | Direzione obbligatoria a destra                         | Indica che la sola direzione consentita al conducente è quella di andare a destra; l'obbligo non si applica i mezzi del trasporto pubblico. |
|                 | Direzione obbligatoria a sinistra                       | Indica che la sola direzione consentita al conducente è quella di andare a sinistra; l'obbligo non si applica i mezzi del trasporto pubblico. |
|                 | Circolare diritto o svoltare a destra                   | Direzioni consentite a dritto ed a destra; l'obbligo non si applica i mezzi del trasporto pubblico. |
|                 | Circolare diritto o svoltare a sinistra                 | Direzioni consentite a dritto ed a sinistra; l'obbligo non si applica i mezzi del trasporto pubblico. |
|                 | Svoltare a destra o a sinistra                          | Direzioni obbligatorie a destra ed a sinistra; l'obbligo non si applica i mezzi del trasporto pubblico. |
|                 | Passaggio obbligatorio a destra                         | Obbliga i conducenti a passare a destra dell'ostacolo come un cantiere, uno spartitraffico, un salvagente o un'isola di traffico. |
|                 | Passaggio obbligatorio a sinistra                       | Obbliga i conducenti a passare a sinistra dell'ostacolo come un cantiere, uno spartitraffico, un salvagente o un'isola di traffico. |
|                 | Passaggio obbligatorio a destra o sinistra              | Obbliga i conducenti a passare a destra o a sinistra dell'ostacolo come un cantiere, uno spartitraffico, un salvagente o un'isola di traffico. |
|                 | Intersezione con percorso rotatorio obbligato           | Indica ai conducenti l'obbligo di circolare nel verso antiorario indicato dalle frecce attorno all'area di rotazione. È posto subito prima di una piazza dove si svolge circolazione rotatoria. |
|                 | Strada per biciclette                                   | Indica l'inizio di un percorso riservato alle biciclette; se la pista ciclabile è affiancata alla strada il suo uso da parte dei ciclisti è obbligatorio. |
|                 | Strada pedonale                                         | Indica un percorso riservato ai pedoni; se la strada pedonale è affiancata alla strada il suo uso da parte dei pedoni è obbligatorio. |
|                 | Percorso misto pedonale e ciclabile                     | Indica un percorso riservato ai pedoni ed alle biciclette; se tale percorso è affiancato alla strada il suo utilizzo da parte di pedoni e ciclisti è obbligatorio. Si noti che se i simboli del pedone e della bicicletta sono separata da una barra si è in presenza di un percorse in cui le parti riservate alle due categorie sono separate, altrimenti si è in presenza di un percorso promiscuo. |
|                 | Pista ciclabile contigua al marciapiede                 | Indica la presenza di una pista ciclabile contigua al marciapiede. |
|                 | Velocità minima                                         | Vieta ai conducenti di procedere ad una velocità inferiore a quella indicata. |
|                 | Fine della velocità minima                              | Indica la fine della validità del limite minimo di velocità. |
|                 | Direzione obbligatoria per veicoli con merci pericolose | Indica che la sola direzione consentita al conducente di mezzi con merci pericolose è quella di andare ove indicato dalla freccia. |

## Segnali di regolamentazione
| Segnale lituano | Significato                                     | Spiegazione |
|                 | Autostrada                                      | Indica l'inizio di un'autostrada. |
|                 | Fine dell'autostrada                            | Indica la fine di un'autostrada. |
|                 | Senso unico                                     | Segnala il termine del doppio senso di circolazione all'interno di una carreggiata. |
|                 | Doppio senso di circolazione                    | Segnala una strada con doppio senso di circolazione. |
|                 | Senso unico                                     | Segnala il termine del doppio senso di circolazione all'interno di una carreggiata. |
|                 | Utilizzo delle corsie in un incrocio            | Indica la canalizzazione che si ha nel prossimo incrocio; si noti che nelle corsi dove è ammessa la svolta a sinistra sono consentite anche le inversioni di marcia. |
|                 | Utilizzo delle corsie                           | Indica la canalizzazione che si ha lungo la strada; il segnale è installato a ponte sopra la corsia in questione. |
|                 | Aumento delle corsie disponibili                | Indica un aumento delle corsie disponibili. |
|                 | Riduzione delle corsie disponibili              | Indica una riduzione delle corsie disponibili. |
|                 | Utilizzo delle corsie                           | Indica l'utilizzo delle corsie disponibili. |
|                 | Corsia per veicoli lenti                        | Indica un aumento delle corsie disponibili con una di esse riservata ai veicoli lenti. |
|                 | Aumento delle corsie disponibili per confluenza | Indica un aumento delle corsie disponibili in seguito ad una confluenza. |
|                 | Corsia riservata agli autobus                   | Indica che una corsia di marcia, eventualmente in senso opposto a quello abituale, è riservata alla circolazione di autobus. |
|                 | Corsia riservata agli autobus                   | Indica che una corsia di marcia nella strada che si incontra è riservata alla circolazione di autobus. |
|                 | Inversione di marcia consentita                 | Segnala la possibilità di effettuare un'inversione di marcia (al di fuori delle intersezioni). |
|                 | Parcheggio                                      | Indica un parcheggio autorizzato. Consente la sosta a tempo indeterminato salvo indicazioni differenti. |
|                 | Parcheggio con disco orario                     | Indica un parcheggio con disco orario; i veicoli al servizi dei disabili sono esentati dal rispettare i limite di tempo. |
|                 | Parcheggio in orari stabiliti                   | Indica un parcheggio a tempo indeterminato soltanto nelle ore indicate dal segnale; i veicoli al servizi dei disabili sono esentati dal rispettare i limite di orario. |
|                 | Parcheggio riservato                            | Indica un parcheggio riservato per la lunghezza indicata. |
|                 | Parcheggio di interscambio                      | Indica un parcheggio di interscambio con mezzi pubblici su gomma. |
|                 | Passaggio pedonale                              | Indica un attraversamento pedonale. |
|                 | Sottopassaggio pedonale                         | Indica un sottopassaggio pedonale. |
|                 | Cavalcavia pedonale                             | Indica un cavalcavia pedonale. |
|                 | Velocità consigliata                            | Indica la velocità consigliata nel tratto di strada successivo al segnale fino alla prossima intersezione. Se il segnale è utilizzato assieme ad un segnale di pericolo la sua validità si estende solo alla zona dove è presente la situazione pericolosa indicata. |
|                 | Zona a sosta limitata                           | Indica l'inizio di una zona in cui, salvo indicazioni contrarie, non è possibile parcheggiare negli orari indicati. |
|                 | Zona di parcheggio                              | Indica l'inizio di una zona destinata a parcheggio autorizzato. Consente la sosta a tempo indeterminato salvo indicazioni differenti. |
|                 | Zona a velocità limitata                        | Indica l'inizio di una zona in cui la velocità è limitata a 40 km/h. |
|                 | Fine della zona con sosta limitata              | Indica la fine della zona con sosta limitata. |
|                 | Fine della zona di parcheggio                   | Indica la fine della zona destinata a parcheggio autorizzato. |
|                 | Fine zona a velocità limitata                   | Indica la fine di una zona con velocità limitata. |
|                 | Galleria                                        | Indica la presenza di una galleria stradale, con la sua lunghezza. Nelle gallerie è vietato fermarsi volontariamente, fare retromarcia o effettuare inversioni ad U ed inoltre, in caso di code, è necessario spegnere il motore. |
|                 | Fine galleria                                   | Indica la fine della galleria stradale. |
|                 | Fermata di autobus o filobus                    | Segnala una fermata di autobus o filobus. |
|                 | Parcheggio riservato ai taxi                    | Segnala un parcheggio riservato ai taxi. |
|                 | Centro abitato                                  | Indica l'inizio di un centro abitato. |
|                 | Fine del centro abitato                         | Indica la fine di un centro abitato ed eventualmente la distanza da un altro centro abitato. |
|                 | Strada residenziale                             | Indica l'inizio di una zona residenziale. Nelle zone residenziali vige il limite di velocità di 20 km/h, i pedoni sono autorizzati a transitare su tutta la superficie stradale (senza comunque intralciare inutilmente il traffico veicolare), è vietata la sosta di veicoli merci con massa a pieno carico superiore a 3,5 t, autobus con più di 12 posti, trattori e relativi rimorchi, è vietato sostare con il motore acceso e dare lezioni di guida. |
|                 | Fine della strada residenziale                  | Indica la fine di una zona residenziale. I veicoli in uscita da una zona residenziale devono dare la precedenza ai veicoli che circolano sulla strada su cui si immettono. |
|                 | Indicatore di arresto                           | Indica l'ubicazione di una linea di arresto in corrispondenza di un'intersezione semaforica o di uno stop. |
|                 | Strada riservata ai veicoli a motore            | Indica l'inizio di una strada riservata ai veicoli a motore. |
|                 | Fine strada riservata ai veicoli a motore       | Indica la fine di una strada riservata ai veicoli a motore. |
|                 | Spertitraffico centrale                         | Indica l'inizio di uno spartitraffico o isola di traffico centrale. |
|                 | Piazzuola di sosta                              | Indica la presenza di una piazzuola per la sosta o la fermata di emergenza. |

## Segnali di informazione
| Segnale lituano | Significato                                                          | Spiegazione |
|                 | Presegnalazione di direzioni su autostrada                           | Indica le direzioni raggiungibili al prossimo incrocio che si andrà a raggiungere percorrendo un'autostrada.                                               |
|                 | Presegnalazione di direzioni su strada extraurbana con rotonda       | Indica le direzioni raggiungibili al prossimo incrocio con rotatoria.                                                                                      |
|                 | Presegnalazione di incrocio con limitazioni                          | Indica le direzioni raggiungibili alprossimo incrocio che si andrà a raggiungere, con una strada avente delle limitazioni al transito.                     |
|                 | Presegnalazione di direzioni su strada extraurbana                   | Indica le direzioni raggiungibili al prossimo incrocio su strada extraurbana.                                                                              |
|                 | Presegnalazione di direzioni su autostrada                           | Indica le direzioni raggiungibili al prossimo incrocio su autostrada.                                                                                      |
|                 | Presegnalazione di direzioni su strada riservata ai veicoli a motore | Indica le direzioni raggiungibili al prossimo incrocio su strada riservata ai veicoli a motore.                                                            |
|                 | Guida del traffico                                                   | Indica il percorso da seguire per pervenire in una via. |
|                 | Indicatore di direzione per autocarri                                | Indica indica la direzione consigliata per trattori e veicoli adibiti al trasporto merci.                                                                  |
|                 | Strada senza uscita                                                  | Indica una strada senza uscita per tutti i veicoli. |
|                 | Inizio di località                                                   | Indica l'inizio di una località che non è considerata un centro abitato (e quindi dove non si applicano le regole di guida previste per i centri abitati). |
|                 | Fine di località                                                     | Indica la fine di una località che non è considerata un centro abitato e indica la distanza da un'altra località                                           |
|                 | Fiume                                                                | Indica un fiume ed il suo nome. |
|                 | Nome via                                                             | Indica il nome della via che si sta percorrendo. |
|                 | Segnale di conferma                                                  | Indica le distanze ai prossimi centri abitati. |
|                 | Limiti di velocità generali                                          | Indica i limiti generali di velocità presenti nello Stato, validi per le autovetture. È posto in prossimità delle frontiere.                               |
|                 | Progressiva chilometrica                                             | Indica la progressiva chilometrica della strada in oggetto.                                                                                                |
|                 | Numero strada europea                                                | Identifica una strada europea. |
|                 | Numero strada principale                                             | Identifica una strada principale. |
|                 | Numero autostrada                                                    | Identifica un'autostrada. |
|                 | Indicatore di direzione avanzato annunciante una deviazione          | Indica che la strada principale è chiusa al traffico ed è in vigore una deviazione.                                                                        |
|                 | Indicatore di direzione per deviazione                               | Indica le direzioni raggiungibili o il percorso da seguire in seguito ad una deviazione.                                                                   |
|                 | Riduzione di corsie provvisoria                                      | Indica una riduzione provvisoria delle corsie. |
|                 | Ingresso in Lituania da Stato UE                                     | Indica l'ingresso in Lituania provenendo da un Paese UE.                                                                                                   |
|                 | Controllo elettronico della velocità                                 | Indica la possibilità del controllo elettronico della velocità.                                                                                            |

## Segnali per servizi
| Segnale lituano | Significato                      | Spiegazione                                                                                                  |
|                 | Pronto soccorso                  | Indica la presenza di un pronto soccorso.                                                                    |
|                 | Ospedale                         | Indica la presenza di una struttura ospedaliera nelle vicinanze ed invita ad evitare i rumori.               |
|                 | Rifornimento                     | Indica la presenza di un posto di rifornimento e la sua eventuale distanza.                                  |
|                 | Assistenza meccanica             | Indica la presenza di un'officina di riparazioni, la sua eventuale distanza e la direzione per raggiungerla. |
|                 | Autolavaggio                     | Indica la presenza di un posto per il lavaggio delle auto.                                                   |
|                 | Telefono                         | Indica un telefono pubblico.                                                                                 |
|                 | Ristorante                       | Indica la presenza di un ristorante.                                                                         |
|                 | Bar                              | Indica la presenza di un bar.                                                                                |
|                 | Albergo-motel                    | Indica la presenza di un albergo o un motel.                                                                 |
|                 | Campeggio                        | Indica un campeggio.                                                                                         |
|                 | Terreno per roulotte             | Indica la presenza di un terreno per roulotte.                                                               |
|                 | Campeggio e terreno per roulotte | Indica la presenza di un campeggio e terreno per roulotte.                                                   |
|                 | Area pic-nic                     | Indica la presenza di un'area pic-nic.                                                                       |
|                 | Polizia stradale                 | Indica la presenza di un posto di polizia stradale.                                                          |
|                 | Bagni pubblici                   | Indica la presenza di servizi igienici pubblici.                                                             |
|                 | Luogo di balneazione             | Indica la presenza di un luogo in cui è possibile esercitare la balneazione (piscina o spiaggia).            |
|                 | Acqua                            | Indica la presenza di un posto di rifornimento idrico.                                                       |
|                 | Ufficio doganale                 | Indica un ufficio per l'espletamento delle pratiche doganali.                                                |
|                 | Aeroporto                        | Indica un aeroporto.                                                                                         |
|                 | Informazioni                     | Indica la presenza di un posto di informazioni.                                                              |
|                 | Ostello della gioventù           | Indica un ostello della gioventù.                                                                            |
|                 | Alloggio turistico rurale        | Indica la presenza di una possibilità di alloggio in un contesto rurale.                                     |
|                 | Attrazione turistica             | Indica un'attrazione turistica.                                                                              |
|                 | Area di pesca                    | Indica la presenza di un luogo in cui è possibile esercitare la pesca.                                       |
|                 | Campo da golf                    | Indica la presenza di un campo da golf.                                                                      |
|                 | Maneggio                         | Indica la presenza di un maneggio.                                                                           |
|                 | Skilift                          | Indica la presenza di un impianto di risalita.                                                               |
|                 | Autostrazione coperta            | Indica la presenza di un'autostazione coperta.                                                               |
|                 | Stazione ferroviaria             | Indica la presenza di una stazione ferroviaria.                                                              |
|                 | Porto                            | Indica la presenza di un porto.                                                                              |

## Pannelli integrativi
| Segnale lituano | Significato                            | Spiegazione |
|                 | Distanza                               | Indica la distanza dalla prescrizione o dal pericolo indicato. |
|                 | Distanza a lato                        | Indica la distanza dalla prescrizione o dal pericolo indicato sul lato a cui punta la freccia. |
|                 | Distanza allo STOP                     | Indica la distanza dal segnale di fermarsi e dare precedenza. |
|                 | Estesa                                 | Indica per quanti metri o chilometri il segnale a cui si riferisce è valido. |
|                 | Estesa dal punto                       | Indica per quanti metri il segnale a cui si riferisce è valido; questo pannello è utilizzato solamente con i segnali di divieto di sosta e di divieto di parcheggio. |
|                 | Continua e fine                        | Indicano la continuazione e la fine di una prescrizione. |
|                 | Inizio, continua e fine                | Indicano l'inizio, la continuazione e la fine di una prescrizione in orizzontale. |
|                 | Categorie di veicoli                   | Indica che l'indicazione è riferita alla categoria di veicoli indicata. Nell'ordine le categorie sono: - Veicoli merci con massa a pieno carico superiore a 3,5 t - Veicoli con rimorchio - Auto e e veicoli merci con massa a pieno carico inferiore a 3,5 t - Autobus - Trattori - Motocicli - Biciclette - Ciclomotori |
|                 | Sabato, domenica e giorni festivi      | Indica che il segnale a cui il pannello integrativo si riferisce è valido nei giorni di sabato, domenica o nei festivi. |
|                 | Giorni feriali                         | Indica che il segnale a cui il pannello integrativo si riferisce è valido nei giorni feriali. |
|                 | Giorni delle settimana                 | Indica che il segnale a cui il pannello integrativo si riferisce è valido nei giorni della settimana indicati. |
|                 | Validità                               | Indica che il segnale a cui il pannello integrativo si riferisce è valido nelle ore indicate. |
|                 | Validità il sabato, domenica e festivi | Indica che il segnale a cui il pannello integrativo si riferisce è valido nelle ore indicate nei giorni di sabato, domenica o nei giorni festivi. |
|                 | Validità nei giorni feriali            | Indica che il segnale a cui il pannello integrativo si riferisce è valido nelle ore indicate dei giorni feriali. |
|                 | Validità nei giorni indicati           | Indica che il segnale a cui il pannello integrativo si riferisce è valido nelle ore indicate dei giorni indicati. |
|                 | Modalità di parcheggio                 | Indicano come devono essere parcheggiati i veicoli. Si noti che se il segnale autorizza a parcheggiare, anche parzialmente, sul marciapiede la possibilità di parcheggiare si estende solamente alle auto senza rimorchi e ai motocicli.                                                                                  |
|                 | Motore spento                          | Indica che il posteggio per cui il pannello integrativo si riferisce è da effettuare mantenendo il motore spento. |
|                 | Pedaggio                               | Indica che è necessario un pedaggio per percorrere la strada lungo cui il segnale è posto. |
|                 | Pedaggio nei giorni indicati           | Indica che è necessario un pedaggio nei giorni indicati per percorrere la strada lungo cui il segnale è posto. |
|                 | Banchina cedevole                      | Indica che la banchina della carreggiata è cedevole in seguito ai lavori. Viene usato in aggiunta al segnale lavori. |
|                 | Andamento della strada principale      | Indica l'andamento della strada principale. |
|                 | Ipovedenti                             | Indica che la prescrizione è riservata alle persone ipovedenti. |
|                 | Superficie stradale bagnata            | Indica che l'indicazione od il pericolo per il quale viene installato è valido solamente in caso di superficie stradale bagnata. |
|                 | Disabili                               | Indica che un parcheggio è riservato alle persone con disabilità. |
|                 | Eccetto disabili                       | Indica che la prescrizione non è valida per le persone con disabilità. |
|                 | Carreggiata gelata                     | Indica che una sezione di strada può essere sdrucciolevole in maniera frequente a causa della presenza di neve o ghiaccio. |
|                 | Metano                                 | Indica che la prescrizione è riservata agli automezzi dotato di impianto a metano. |
|                 | GPL                                    | Indica che la prescrizione è riservata agli automezzi dotato di impianto a GPL. |
|                 | Tipologie di carburanti                | Indica le tipologie di carburanti disponibili in una stazione di servizio. |
|                 | Eccetto biciclette                     | Indica che la prescrizione è esclusa per le biciclette. |
|                 | Auto elettriche                        | Indica che un parcheggio è riservato alle auto elettriche. |
|                 | Eccetto auto elettriche                | Indica che la prescrizione è esclusa per le auto elettriche. |